# Rillaar
Rillaar is een dorp in de Belgische provincie Vlaams-Brabant en een deelgemeente van de stad Aarschot. De deelgemeente telt ongeveer 5000 inwoners. Rillaar ligt langs de rivier de Demer en wordt doorstroomd door de beek de Motte. Rillaar was een zelfstandige gemeente tot aan de gemeentelijke herindeling van 1 januari 1977.
De naam Rillaar zou komen van Rietlaer, een plaats gelegen aan het riet, want de uitgestrekte velden langs de Demer zijn erg moerassig.

## Bezienswaardigheden
- De Sint-Niklaaskerk
- De Molen te Leefdaele
- De Sint-Donaaskapel
- Het beeld 'Seizoensarbeider' (Jan Peirelinck, 1988)

## Natuur en landschap
Rillaar ligt aan de Motte en in de omgeving zijn er getuigenheuvels waaronder de Konijnenberg van ruim 50 meter in het noorden, terwijl in het zuiden hoogten tot ruim 60 meter worden bereikt.

## Demografische ontwikkeling
- Bronnen:NIS, Opm:1831 tot en met 1970=volkstellingen

## Sport
Voetbalclub FC Rillaar Sport fusioneerde in 2018 met Wolfsdonk Sport en KVC Langdorp tot RWL Sport. De is aangesloten bij de KBVB en speelt er in de provinciale reeksen.
Voetbalclubs Nelly Boys en FC Groene Heide zijn aangesloten bij de Koninklijke Belgische Liefhebbersvoetbalbond.
Verder is Rillaar bekend van de Nieuwjaarscross bij het veldrijden.

## Bekende personen
- Roland Liboton, veldrijder
- Timmy Simons, voetballer
- Davy Gilles, zanger
- Gwendolyn Rutten, politica
- Jos Daems, politicus
- Rik Daems, politicus

## Nabijgelegen kernen
Aarschot, Tielt, Schoonderbuken, Messelbroek